# Нгурдото

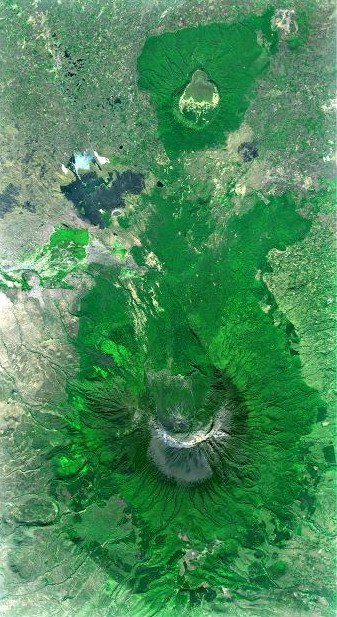
Вид из космоса: кратер Нгурдото (сверху) и вулкан Меру (снизу). Восток вверху.

Нгурдото — кратер, расположенный на севере Танзании в юго-восточной части национального парка Аруша. Является побочным кратером вулкана Меру. Высота 1853 м.
Кратер Нгурдото известен как мини-Нгоронгоро. Кратер закрыт для посещения туристов, в то же время на некоторых участках края кратера оборудованы смотровые площадки, с которых открываются виды на внутреннюю часть кратера и гору Килиманджаро вдалеке. В окрестностях кратера пасутся стада буйволов, бородавочников, обитают чёрно-белые колобусы.